# میچکار
میچکار، دهکده ای  است زیبا و خوش آب و هوا از توابع بخش مرزن‌آباد شهرستان چالوس در استان مازندران ایران.

## جمعیت
این دهکده در دهستان کوهستان (چالوس) قرار دارد و براساس سرشماری مرکز آمار ایران در سال ۱۳۸۵، جمعیت آن ۱۰۹ نفر (225خانوار) بوده‌است. مردم میچکار از قومیت طبری هستند. مردم میچکار به زبان طبری با گویش چالوسی سخن می‌گویند. از طایفه‌های معروف این دهکده می‌توان به " پوستین دوز - امیری - پوستین دوز امیری - گلبخت - الیکائی نژاد - میردارنژاد - نادری - رحیمی فرد - خوشه سپهر - پوراکبر - تیران ولی پور و ..." اشاره نمود.